# Rainbow (musikgrupp)
Rainbow (även känt under namnet Ritchie Blackmore's Rainbow) är ett brittiskt hårdrocksband som bildades 1975. Gruppen bestod av gitarristen Ritchie Blackmore (som nyligen hade lämnat Deep Purple vid bildandet), och sångaren Ronnie James Dio, som tillsammans med övriga musiker i gruppen (Mickey Lee Soule, keyboard, Craig Gruber, basgitarr, Gary Driscoll, trummor) tidigare ingått i Elf. Bandet spelade hårdrock med vissa inslag av engelsk klassisk musik. Musikerna medverkade endast på första albumet och ersattes av Cozy Powell, trummor, Jimmy Bain, bas och Tony Carey på keyboards. Blackmore skulle sedan under bandets historia byta ut medlemmar i en snabb taktvärt att notera att Roger Glover var medlem i gruppen från 1979 fram till att bandet splittrats. Blackmore hade tidigare sparkat Roger ur Deep Purple men tog in honom i Rainbow som låtskrivarpartner basist och producent till många låtar.
År 1978 lämnade Dio gruppen, för att sjunga i Black Sabbath. Han ersattes av Graham Bonnet som medverkade på albumet Down to Earth varefter han i sin tur ersattes av Joe Lynn Turner. Med Turner som sångare ändrades stilen för att mer likna den tidens mer kommersiellt inriktade rockmusik. Det gav bandet en del hits. Bandet splittrades då Blackmore beslutat att återförenas med Deep Purple år 1984.
Ritchie Blackmore återuppväckte år 1994 namnet Rainbow, men denna gång med helt andra musiker än tidigare. Man släppte en skiva, Stranger in Us All 1995, som dock inte blev den succé man hoppats på, trots många starka spår som till exempel "Wolf to the Moon", "Hunting Humans" och inte minst "Black Masquerade" (som blev en stor favorit bland många fans under den följande turnén). Blackmore splittrade det "nya" Rainbow år 1997, för att starta ett nytt band, Blackmore's Night.
Bandet återförenades i december 2008 under namnet Over the Rainbow tillsammans med Ritchie Blackmores son, Jürgen Blackmore. De började turnera i februari 2009. Gruppen är numera avsomnad.
Ritchie Blackmore bildade ett nytt Rainbow 2015 och detta sättning gjorde 15 spelningar mellan 2016 och 2019. 
I maj 2017 släpptes det första inspelade materialet på 22 år i form av singlarna "Land Of Hope And Glory" och "I Surrender".
2018 släpptes en helt nyskriven låt, ”Waiting for a sign”.
De har varit inaktiva och inte haft någon kontakt sedan 2019 enligt Ronnie Romero i en intervju ifrån 2023.

## Medlemmar

### Senaste medlemmar
- Ritchie Blackmore – gitarr (1975–1984, 1993–1997, 2015–2019)
- Bob Nouveau – basgitarr (2015–2019)
- David Keith – trummor (2015–2019)
- Jens Johansson – keyboard (2015–2019)
- Ronald Romero – sång (2015–2019)

### Tidigare medlemmar
- Ronnie James Dio – sång (1975–1979; död 2010)
- Craig Gruber – basgitarr (1975)
- Gary Driscoll – trummor (1975; död 1987)
- Micky Lee Soule – keyboard (1975)
- Jimmy Bain – basgitarr (1975–1977)
- Joe Lynn Turner – sång, gitarr (1980–1984)
- Roger Glover – basgitarr, bakgrundssång (1979–1984)
- Don Airey – keyboard, bakgrundssång (1979–1981)
- Bob Daisley – basgitarr, bakgrundssång (1977–1979)
- Bobby Rondinelli – trummor (1980–1983)
- Tony Carey – keyboard (1975–1977)
- Cozy Powell – trummor (1975–1980; död 1998)
- David Stone – keyboard (1977–1977)
- Graham Bonnet – sång (1979–1980)
- David Rosenthal – keyboard (1981–1984)
- Chuck Burgi – trummor (1983–1984, 1995–1997)
- Doogie White – sång (1994–1997)
- Greg Smith – basgitarr, bakgrundssång (1994–1997)
- Paul Morris – keyboard (1994–1997)
- John O'Reilly – trummor (1994–1995)
- John Miceli – trummor (1997)

### Gruppens olika uppsättningar
| Line-up | Gitarr            | Sång             | Bas          | Keyboard         | Trummor        | Album                                                           |
| ------- | ----------------- | ---------------- | ------------ | ---------------- | -------------- | --------------------------------------------------------------- |
| #1      | Ritchie Blackmore | Ronnie James Dio | Craig Gruber | Mickey Lee Soule | Gary Driscol   | "Ritchie Blackmore's Rainbow", 1975                             |
| #2      | Ritchie Blackmore | Ronnie James Dio | Jimmy Bain   | Tony Carey       | Cozy Powell    | "Rising", 1976 och "On Stage", 1977                             |
| #3      | Ritchie Blackmore | Ronnie James Dio | Mark Clarke  | Tony Carey       | Cozy Powell    | -                                                               |
| #4      | Ritchie Blackmore | Ronnie James Dio | Bob Daisley  | David Stone      | Cozy Powell    | "Long Live Rock'n'Roll", 1978                                   |
| #5      | Ritchie Blackmore | Graham Bonnet    | Roger Glover | Don Airey        | Cozy Powell    | "Down to Earth", 1979                                           |
| #6      | Ritchie Blackmore | Joe Lynn Turner  | Roger Glover | Don Airey        | Bob Rondinelli | "Difficult to Cure", 1981 och "Straight Between the Eyes", 1982 |
| #7      | Ritchie Blackmore | Joe Lynn Turner  | Roger Glover | Dave Rosenthal   | Bob Rondinelli | -                                                               |
| #8      | Ritchie Blackmore | Joe Lynn Turner  | Roger Glover | Dave Rosenthal   | Chuck Burgi    | "Bent out of Shape", 1983                                       |
| #9      | Ritchie Blackmore | Doogie White     | Greg Smith   | Paul Morris      | John O'Reilly  | "Stranger in Us All", 1995                                      |
| #10     | Ritchie Blackmore | Doogie White     | Greg Smith   | Paul Morris      | Chuck Burgi    | -                                                               |
| #11     | Ritchie Blackmore | Doogie White     | Greg Smith   | Paul Morris      | John Micelli   | -                                                               |

## Diskografi

### Studioalbum
- 1975 – Ritchie Blackmore's Rainbow
- 1976 – Rising (även känd som Rainbow Rising)
- 1978 – Long Live Rock 'n' Roll
- 1979 – Down to Earth
- 1981 – Difficult to Cure
- 1982 – Straight Between the Eyes
- 1983 – Bent Out of Shape
- 1995 – Stranger in Us All

### Livealbum
- 1977 – On Stage
- 1986 – Finyl Vinyl
- 1990 – Live in Germany 1976
- 2006 – Live in Munich 1977
- 2013 – Black Masquerade
- 2015 – Denver 1979
- 2015 – Long Island 1979
- 2015 – Down to Earth Tour 1979
- 2016 – Monsters of Rock - Live at Donington 1980
- 2016 – Boston 1981
- 2017 – Live In Birmingham 2016

### Samlingsalbum
- 1981 – The Best of Rainbow
- 1997 – The Very Best of Rainbow
- 2000 – The Millennium Collection: The Best of Rainbow
- 2002 – Pot of Gold
- 2002 – All Night Long: An Introduction
- 2003 – Catch the Rainbow: The Anthology
- 2009 – Anthology 1975-1984
- 2014 – The Singles Box Set 1975-1986
- 2014 – The Polydor Years
- 2015 – A Light in the Black: 1975-1984

### Singlar (i urval)
- 1978 – "Long Live Rock 'N' Roll" / "Sensitive to Light" (#33	på UK Singles Chart)
- 1978 – "LA Connection" / "Lady of the Lake" (#40)
- 1979 – "Since You Been Gone" / "Bad Girl" (#6)
- 1980 – "All Night Long" / "Weiss Heim" (#5)
- 1981 – "I Surrender" / "Maybe Next Time" (#3)
- 1981 – "Can't Happen Here" / "Jealous Lover" (#20)
- 1982 – "Stone Cold" / "Rock Fever" (#34)
- 1983 - "Street Of Dreams" / "Anybody There"
- 2017 – "Land Of Hope And Glory"
- 2017 – "I Surrender"
- 2018 - ”Waiting for a sign”